# Valserhône
Valserhône és un municipi francès situat al departament de l'Ain i a la regió d'Alvèrnia-Roine-Alps. Es crea l'1 de gener de 2019, amb l'estatus de municipi nou, a partir de la fusió de Bellegarde-sur-Valserine, Châtillon-en-Michaille i Lancrans, que esdevenen municipis delegats.